# ثيلان بلوندو
ثيلان بلوندو (بالفرنسية: Thylane Blondeau)‏ هي عارضة أزياء وممثلة فرنسية.

## روابط خارجية
- ثيلان بلوندو على موقع IMDb (الإنجليزية)
- ثيلان بلوندو على موقع ألو سيني (الفرنسية)
- ثيلان بلوندو على موقع ميوزك برينز (الإنجليزية)
- ثيلان بلوندو على موقع قاعدة بيانات الفيلم (الإنجليزية)
- ثيلان بلوندو على موقع دليل عارضات الأزياء (الإنجليزية)